# Tvorchi
Tvorchi è un duo musicale ucraino formato a Ternopil' nel 2017 da Andrij Huculjak e Jeffery Kenny.
Hanno rappresentato l'Ucraina all'Eurovision Song Contest 2023 con il brano Heart of Steel.

## Storia
Andrij Huculjak e Jeffery Kenny si sono incontrati per strada a caso, quando Huculjak, vedendo che Kenny era straniero (è infatti nigeriano), ha voluto conversare con lui in inglese. Da questo incontro è nato un sodalizio artistico che ha portato al progetto Tvorchi, dove Huculjak è produttore e Kenny paroliere e cantante. Entrambi hanno studiato Farmacia all'Università nazionale di medicina Ivan Horbačevs'kyj.
Nel 2017 hanno pubblicato il loro primo singolo, Slow, seguito l'anno successivo dall'album di debutto The Parts. Nel 2019 il gruppo ha ottenuto successo virale in Ucraina grazie alla canzone Believe tratta dal secondo album Disco Lights, tanto da essere invitati a vari festival estivi, come il Fajne mesto (Ternopil'), l'Atlas Weekend (Kiev) lo Ukrainian Song Project (Leopoli).
Nel 2020 i Tvorchi hanno preso parte a Vidbir, il programma di selezione del rappresentante ucraino all'Eurovision Song Contest, dove si sono piazzati al 4º posto con l'inedito Bonfire. La canzone è inclusa nel loro terzo album, 13 Waves. Nello stesso anno hanno vinto il premio come migliore artista indipendente all'undicesima edizione dei premi Zolota žar-ptycja.
Fra il 2021 e il 2022 il duo ha inoltre vinto cinque premi YUNA al miglior gruppo pop, al miglior album, alla migliore hit elettronica, alla migliore hit in lingua straniera e al miglior spettacolo dal vivo. Il loro quarto album, Road, è uscito nel 2021 ed è stato ispirato dalle loro esperienze durante la loro tournée nazionale.
Nel dicembre 2022 i Tvorchi hanno partecipato per la seconda volta a Vidbir, dove hanno trionfato con il brano Heart of Steel, guadagnando il diritto di rappresentare l'Ucraina all'Eurovision Song Contest 2023. Nel maggio 2023, in occasione della finale eurovisiva, i Tvorchi si sono classificati al 6º posto su 26 partecipanti con 243 punti totalizzati.

## Discografia

### Album in studio
- 2018 – The Parts
- 2019 – Disco Lights
- 2020 – 13 Waves
- 2021 – Road
- 2024 – Planet X

### EP
- 2021 – Hits

### Singoli
- 2017 – Slow
- 2017 – You
- 2019 – Ne tancjuju
- 2020 – Bonfire
- 2020 – Mova tila
- 2020 – Living My Life
- 2020 – Like It like That
- 2021 – Vič-na-vič
- 2021 – Falling
- 2021 – Intro Road
- 2022 – Boremosja
- 2022 – Vymkny telefon
- 2022 – Heart of Steel
- 2023 – Hidden Code
- 2023 – Mrijnyky (con gli Hardkiss)
- 2023 – I Can't Stop
- 2023 – Razom
- 2024 – Dva ozera povni sliz
- 2024 – Shine
- 2024 – Supernatural
- 2024 – Orbity (con Klavdija Petrivna)
- 2024 – Kalanchoe (con Pozdniakov)
- 2024 – Ščedryk, ščedryk, ščedrivočka
- 2025 – Myla moja
- 2025 – Nadija